# Angleščina
Angléščina je zahodnogermanski jezik, ki izvira iz Anglije. Kot »prvi« (materni) jezik je bila s približno 402 milijonoma ljudi v letu 2002 tretja na svetu, zaradi vojaškega, ekonomskega, znanstvenega, političnega in kulturnega vpliva Združenega kraljestva, nato pa še Združenih držav Amerike pa je postala lingua franca sodobnega časa.

## Geografska porazdelitev
Angleščina je prvi jezik v naslednjih državah: Avstralija (avstralska angleščina), Bahami, Barbados (karibska angleščina), Bermuda, Gibraltar, Gvajana, Jamajka (jamajška angleščina), Nova Zelandija (novozelandska angleščina), Antigva in Barbuda, Sveti Krištof in Nevis, Trinidad in Tobago, Združeno kraljestvo (britanska angleščina) in Združene države Amerike (ameriška angleščina).
Je tudi eden od glavnih jezikov v državah: Belize (s španščino), Kanada (s francoščino), Dominika, Sveta Lucija in Sveti Vincencij in Grenadine (s francosko kreolščino), Irska (z irščino), Singapur (z malajščino, mandarinščino, tamilščino in drugimi azijskimi jeziki) in Republika Južna Afrika (vendar se zulujščina, kosa, afrikaans in severna soščina bolj govorijo). Je tudi najbolj pogosto uporabljan neuradni jezik v Izraelu.
Angleščina je uradni jezik, ki pa ni domoroden, v naslednjih državah: Esvatini, Fidži, Filipini, Gana, Gambija, Hongkong, Indija, Kamerun, Kenija, Kiribati, Lesoto, Liberija, Marshallovi otoki, Malta, Mikronezija, Namibija, Nigerija, Pakistan, Papua Nova Gvineja, Salomonovi otoki, Samoa, Sierra Leone, Tanzanija, Zambija in Zimbabve.
Angleščina je najpogosteje uporabljani jezik Evropske unije. Čeprav so načeloma vsi uradni jeziki EU enakopravni, so številni delovni dokumenti dostopni le v enem jeziku, najpogosteje v angleščini.
Angleščina je najbolj razširjen »drugi« in »učeni« jezik na svetu, in kot tak, po mnenju mnogih jezikoslovcev, ne predstavlja več izključno kulture »domorodnih govorcev angleščine«, pač pa je jezik, ki vsrkava poglede vseh svetovnih kultur, ko njegova raba raste. Spet drugi trdijo, da je njegova potencialna raba kot sredstvo za sporazumevanje bolj omejena. Angleščina je jezik, ki se ga kot tuji jezik najpogosteje učijo v Evropi (32,6 %) in na Japonskem, sledijo pa mu francoščina, nemščina in španščina.

## Pisava
Angleščino zapisujemo v latinični pisavi, ki je v 9. stoletju nadomestila anglo-saksonske rune. Sodobna angleška abeceda vsebuje 26 črk latinice: a, b, c, d, e, f, g, h, i, j, k, l, m, n, o, p, q, r, s, t, u, v, w, x, y in z (vsaka od njih ima tudi veliko ustreznico). Med ostalimi simboli sta danes redki ligaturi æ in œ. Poleg tega so občasno v rabi diakritična znamenja, posebej v izposojenkah iz drugih jezikov (npr. ostrivec v café in exposé), ter preglas, ki označuje, da se sosednja zloga izgovarjata ločeno (kot v besedah naïve in Zoë).

## Slovnica
Angleški jezik ne pozna določbe spola. Če je Pavel moški in Jožica ženska, bo he in she primerno uveljavljen. A beseda person, ki nima nujno spolne vsebine, bo "it". Petelin in kura imata spolno vsebino, a perutnina je brez te vsebine.

Zgradba stavka se vedno začne s subjektom, sledi glagol in nato objekt. 

Za glagole so značilne tri oblike. Glagol v gerundu označuje dolgo trajno delovanje. Z pomočjo dodatnih besed kot so will, have, going to, was glagol pridobi dodatne pomene, čas. 

Zaimki:
|            |                        |                      | Imenovalec             | Tožilnik               | povratno-svojilno                     | neodvisni rodilnik        | odvisni rodilnik         |
| subjekt    | Objekt                 |                      | (svojilno)             | (svojilno)             |                                       |                           |                          |
| ---------- | ---------------------- | -------------------- | ---------------------- | ---------------------- | ------------------------------------- | ------------------------- | ------------------------ |
| I.oseba    | Ednina                 | Ednina               | I                      | me                     | myself                                | mine                      | my mine                  |
| I.oseba    | Množina                | Množina              | we                     | us                     | ourselves ourself                     | ours                      | our                      |
| II.oseba   | Ednina                 | Standard             | you                    | you                    | yourself                              | yours                     | your                     |
| II.oseba   | Ednina                 | Starinsko neformalno | thou                   | thee                   | thyself                               | thine                     | thythine                 |
| II.oseba   | Množina                | Standard             | you                    | you                    | yourselves                            | yours                     | your                     |
| II.oseba   | Množina                | Starinsko            | ye                     | you                    | yourselves                            | yours                     | your                     |
| II.oseba   | Množina                | ljudsko, pogovorno   | yeyou ally'allyouse... | yeyou ally'allyouse    | yeerselvesy'all's (ali y'alls) selves | yeersy'all's (ali y'alls) | yeery'all's (ali y'alls) |
| III.oseba  | Ednina                 | moško                | he                     | him                    | himself                               | his                       | his                      |
| III.oseba  | Ednina                 | žensko               | she                    | her                    | herself                               | hers                      | her                      |
| III.oseba  | Ednina                 | nevtralno            | it                     | it                     | itself                                | its                       | its                      |
| III.oseba  | Ednina                 | Epiceno              | they                   | them                   | themselves themself                   | theirs                    | their                    |
| III.oseba  | Množina                | Množina              | they                   | them                   | themselves                            | theirs                    | their                    |
| Nedoločno  | Formalno               | Formalno             | one                    | one                    | oneself                               |                           | one's                    |
| Nedoločno  | Neformalno             | Neformalno           | you                    | you                    | yourself                              | your                      | your                     |
| Vprašanje  | izpraševalno in ozirno | za osebe             | who                    | whom who               |                                       | whose†                    | whose                    |
| Vprašanje  | izpraševalno in ozirno | za ostalo            | what                   | what                   |                                       |                           |                          |
| Vprašanje  | ozirno                 | ozirno               | which                  | which                  |                                       |                           |                          |
| Recipročno | Recipročno             | Recipročno           |                        | each other one another |                                       |                           |                          |
| Dummy      | Dummy                  | Dummy                | there it               |                        |                                       |                           |                          |

|  |